# Bergsråd
Bergsråd var i Sverige den näst president högsta titeln på befattningshavare inom Bergskollegium. Bergsrådstiteln infördes 1713 och innehavarna var från början två till antalet, men utökades 1756 till sex för att 1766 återgå till två. Titeln försvann 1857 då Bergskollegium upplöstes och dess arbetsuppgifter övertogs av Kommerskollegium.

## Finland
I Finland är bergsråd en hederstitel som presidenten beviljar framstående industriledare, ursprungligen främst inom gruvindustrin. Motsvarande titel inom handeln är kommerseråd, och det finns flera mindre betydelsefulla titlar: sjöfartsråd, transportråd, etc. Titlarna kostar en inte obetydlig summa, men det är vanligtvis större företag som ansöker om dem för sina ledare och betalar för dem.
Titeln bergsråd var i bruk även i Storfurstendömet Finland (1809–1917).

## Svenska bergsråd
- Per Adlerheim, 1762
- Carl Adlerwald,  1770
- Johan Lorentz Aschan (bergsråds avsked), 1814
- Erik Benzelstierna, (bergsråds avsked), 1763
- Lars Benzelstierna, 1744
- Erik Bergensköld den äldre, 1757
- Erik Bergensköld den yngre (bergsråds titel), 1790
- Johan Bergenstierna, 1731
- Fredrik Anton Berndes
- Magnus Bjuggren
- Gustaf Gabriel Bonde, 1756
- Erik Eriksson Borgström (bergsråds titel), 1764
- Georg Brandt, 1757
- Gustaf Broling (bergsråds titel), 1817
- Peter Christoffer Cederbaum (bergsråds titel), 1780
- Jonas Cederstedt den äldre, 1713
- Jonas Cederstedt den yngre (bergsråds karaktär), 1783
- Adolph Christiernin, 1760
- Nils Dalberg (tjänstgörande), 1781-1816
- Adolph von Engeström, ca 1808
- Gustaf von Engeström, 1781
- Henric Johan af Forselles, 1784
- Alexander Funck, (bergsråds karaktär), 1779
- Emanuel af Geijerstam, 1799
- Anton Henric Groen
- Johan Hallencreutz (bergsråds avsked), 1805
- Johan Pehr Hedenblad
- Carl Wilhelm Heijke (bergsråds titel)
- Carl Wilhelm Detlof Heijkensköld, 1818
- Detloff Heijkensköld den äldre, 1758
- Detloff Heijkensköld den yngre, 1817
- Detlof Adolphsson Heijkenskjöld, 1826 (bergsråds namn och heder)
- Samuel Gustaf Hermelin, 1781
- Johan Hisinger, 1778
- Erland Fredrik Hjärne, ca 1760
- Robert Kinninmundt, 1713
- Jean le Febure (-Lilljenberg), 1780
- Adam Leijel, 1730
- Carl Leijel (bergsråds avsked), 1787
- David Leijel (bergsråds avsked), 1722
- Gustaf Adolf Leijonmarck, 1778
- Harald Lybecker, 1713-1714
- Johann von Löwenstern
- Christoffer Myhrman (bergsråds titel), 1810
- Johan Erik Norberg, 1793
- Johan Adam Petersén
- Wolter Petersén
- Nils Psilanderhjelm, extra ordinarie 1748, ordinarie 1754
- Sven Rinman, 1782
- Carl Magnus af Robson, 1814
- Birger Fredrik Rothoff (fullmakt), 1810
- Christoffer Sandelhjelm, 1791
- Samuel Sandel, 1762 (extra ordinarie), 1779 (bergsråds lön)
- Benjamin Sandels, 1790-talet
- Christian Benjamin von Schéele
- Samuel Schröderstjerna, 1762
- Salomon von Stockenström (bergsråds karaktär/bergsråds namn, heder och värdighet), 1798
- Anders Strömner, 1720
- Anders Swab, 1730
- Anton von Swab (extra ordinarie), 1757
- Lorentz Peter Söderhjelm (bergsråds titel)
- Jacob Tersmeden (bergsråds karaktär), 1747
- Karl Oskar Troilius (bergsråds titel), 1811
- Daniel Tilas, 1755
- Anders von Wahrendorff (bergsråds karaktär), 1813
- Johan Georg Wallencreutz, 1757
- Jacob Åkerhjelm (bergsråds titel), 1732
- Per Abraham Örnsköld (extra ordinarie), 1759